# Cornus unalaschkensis
Cornus unalaschkensis — вид квіткових рослин з родини деренових (Cornaceae).

## Біоморфологічна характеристика
Це низькоросла багаторічна рослина з прямовисними стеблами, більш-менш здерев’янілими та стійкими біля основи. Розповсюджуються за допомогою кореневищної підщепи для формування колонії. Стебла прямі, зелені, 6–22 см, притиснуто-запушені. Листова пластинка від яйцюватої до еліптичної, 3.5–8 × 0.9–4 см, верхівка гостра або коротко загострена, абаксіальна поверхня блідо-зелена, волоски рідко притиснуті-волосисті, адаксіальна поверхня зелена, притиснуто-волосисті. Суцвіття 20–40-квіткові. Квітки: гіпантій кремовий до плямисто-фіолетового, 1.2–2 мм, густо притиснуто-запушені; чашолистки плямисто-фіолетові та кремові, 0.1–0.4 мм, верхівка заокруглена чи гостра; пелюстки проксимально кремові, дистально фіолетові, 1.5–1.8 мм, верхівковий остюк 0.4–0.6 мм. Кістянки 10–20 у суцвітті, червоні, кулясті, 6–8 мм; кісточка куляста чи майже так, 2.7–3.4 × 2.1–3.4 мм, поздовжньо-жолобчаста, верхівка злегка загострена. 2n = 44.

## Поширення
Далекий схід Росії, схід Канади, схід США. Населяє приморські ліси або вереси, приморські хвойні ліси та болотисті ліси, вологі широколистяні та хвойні ліси; на висотах 0–3000 метрів.

## Використання
Рослина збирається з дикої природи для місцевого використання в якості їжі. Іноді його вирощують як декоративну рослину.